# Kasniji Qin
Kasniji Qin (kin. 后秦 後秦, pinyin: Hòuqín; 384. – 417.) bila je Qiang država u sjevernoj Kini, i jedno od Šesnaest kraljevstava.  Svojedobno se nazivala Qin, ali su joj povjesničari dali ime "Kasniji" kako bi je razlikovali od stare države Qin i istoimene dinastije, odnosno država-suvremenika Raniji Qin i Zapadni Qin. 
Država je nastala 384. godine kada je Qiang poglavica Yao Chang, koristeći naglo slabljenje države Raniji Qin poslije poraza na rijeci Fei, digao pobunu i osnovao nezavisnu državu. Pod njegovim sinom Yao Xingom je Kasniji Qin uspio anektirati ili vazalima učiniti veliki broj država sjeverne Kine. Država je, međutim, značajno oslabila 407. nakon pobune Helian Boboa, koji je od teritorija Kasnijeg Qina odmetnuo državu Xia. Tu je slabost konačno iskoristio Liu Yu, regent južne kineske dinastije dinastije Jin koji je 417. pokorio državu Kasniji Qin i pogubio njenog posljednjeg vladara Yao Honga. Usprkos razmjerno kratkog trajanja, Kasniji Qin je imala važnost za dalji tijek kineske povijesti s obzirom na to da je, zahvaljujući misionarskom radu redovnika Kumarajive, bila prva kineska država koja je službeno prigrlila budizam.

## Vladari Kasnijeg Qina
| Hramsko ime                                        | Posmrtno ime           | obiteljska i osobna imena | Vladavine   | Imena era i trajanja                                                    |
| -------------------------------------------------- | ---------------------- | ------------------------- | ----------- | ----------------------------------------------------------------------- |
| Kineska konvencija: obiteljsko prije osobnog imena |                        |                           |             |                                                                         |
| Taizu (太祖 Tàizǔ)                                 | Wuzhao (武昭 Wǔzhāo)   | 姚萇 Yáo Cháng            | 384. – 393. | Baique (白雀 Báiquè) 384. – 386. Jianchu (建初 Jiànchū) 386. – 393.     |
| Gaozu (高祖 Gāozǔ)                                 | Wenhuan (文桓 Wénhuán) | 姚興 Yáo Xīng             | 394. – 416. | Huangchu (皇初 Huángchū) 394. – 399. Hongshi (弘始 Hóngshǐ) 399. – 416. |
| nije postojalo                                     | Hòuzhǔ (後主 Hòuzhǔ)   | 姚泓 Yáo Hóng             | 416. – 417. | Yonghe (永和 Yǒnghé) 416. – 417.                                        |